# (2620) Santana
(2620) Santana es un asteroide perteneciente al cinturón de asteroides, descubierto el 3 de octubre de 1980 por Zdeňka Vávrová desde el Observatorio Kleť, České Budějovice, República Checa.

## Designación y nombre
Designado provisionalmente como 1980 TN. Fue nombrado Santana en honor al músico mexicano Carlos Santana.